# ژان بکر
ژان بکر (فرانسوی: Jean Becker‎؛ زادهٔ ۱۰ مهٔ ۱۹۳۳) کارگردان فیلم، فیلم‌نامه‌نویس و بازیگر اهل فرانسه است. وی از سال ۱۹۵۴ میلادی تاکنون مشغول فعالیت بوده‌است.او فرزند ژاک بکر است. در سال ۲۰۰۹ او از فردریک میتران نشان فرماندهٔ هنر و ادب دریافت کرد.
از فیلم‌ها یا برنامه‌های تلویزیونی که وی در آن نقش داشته‌است، می‌توان به  بعدازظهر من با مارگاریت،، الیزا، یک تابستان مرگبار، یک ماجراجو در تاهیتی، فرار آزاد، مردی به نام روکا، حفره و عاشقان مون‌پارناس اشاره کرد.
وی همچنین برندهٔ جوایزی همچون لژیون دونور شده‌است.